# 状态效果
在大多數角色扮演遊戲中、狀態效果會使角色能力值的暫時或永久改變。有益效果被通稱為增益（buff），負面效果則稱作減益（debuff）。玩家可以透過消耗相應點數/消耗品(視遊戲設計)，來為己方角色、盟友角色或敵方角色施加狀態，也可以透過完成指定任務或動作來取得。某些遊戲提供持續整個遊戲關卡的狀態效果，並做為遊戲難度的調整。消除這些狀態的方法和這些狀態本身一樣廣泛，某些狀態會隨著時間經過而失去，某些則必須依靠指定的道具或魔法/技能，如果遊戲中具有職業機制，則某種特定職業通常會具有比其他職業更強的移除負面效果的能力。此外、許多遊戲中有部份武器或裝備可以讓角色受到的狀態效果減輕，或可以使該角色豁免此狀態效果。
1. ↑  水狼陽介. . Medium. （原始内容存档于2024-07-02） （中文（臺灣））.